# 페르디난트 폰 발트슈타인
페르디난트 에른스트 요제프 가브리엘 폰 발트슈타인 운트 바르텐베르크 백작(독일어: Count Ferdinand Ernst Joseph Gabriel von Waldstein und Wartenberg, 1762년 3월 24일 ~ 1823년 5월 26일)은 독일의 귀족이자 예술가 후원자였다. 보헤미아 발트슈타인 가문의 일원이자 루트비히 판 베토벤의 초기 후원자였던 그의 정치적, 군사적 역할에는 본의 추밀원 의원 직위, 튜턴 기사단의 사령관, 그리고 그가 키운 경보병 연대의 대령 등이 포함되었다.

## 생애
발트슈타인은 오스트리아의 빈에서 아버지인 에마누엘 필리베르트 폰 발트슈타인-바르텐베르그 백작(1731~1775)과 어머니인 리히텐슈타인 가문의 마리아 안나 테레자 공주(1738~1814)의 사이에서 태어났다. 열한 명의 자녀 중 한 명인 그의 형들 중에는 프란츠 데 파울라 아담 폰 발트슈타인과 카발라의 열광자이자 자코모 카사노바의 고용주였던 요제프 카를 폰 발트슈타인이 포함되어 있다.
1787년에 그는 튜턴 기사단에 합류하여 엘링겐 기숙사에서 수련자가 되었다. 1788년 초부터 본에 살면서 발트슈타인은 그해 6월 17일에 쾰른 선제후인 오스트리아의 막시밀리안 프란츠 대공으로부터 기사 작위를 받았다. 그는 본의 선거 재판소에 입회했으며, 1년 후 기사단의 추밀원 의원이자 국무회의 회원이 되었다. 2년 후에 그는 고데스베르크에서 기사 영지를 획득하여 국유재산 주 의회의 회원이 되었다.
1788년부터 1792년까지 페르디난트는 다양한 외교 사절단에 파견되었다. 1792년에 그는 프랑켄 관구의 비른스베르크 성에서 기사단의 지휘관 사무실을 받았다. 1794년 초에 그는 제1차 연합 전쟁 당시 프랑스 침략군을 피해 빈으로 도망친 막시밀리안 프란츠 선제후의 수행원이 되었다.
그는 프랑스군을 물리칠 생각에 사로잡혀 선제후와 헤어지고 군대를 키우는 데 모든 돈을 낭비했다. 1795년 6월 3일에 페르디난트는 영국과 "메르겐트하임 연대" 창설 계약을 체결했다. 주로 발데크피르몬트 후국 공국에서 모집된 그의 연대는 1796년에 영국의 아일오브와이트주에 도착했다. 발트슈타인의 경보병은 목표 전력인 1,200명보다 훨씬 낮았다. 슈미트 부관이 모집을 계속하기 위해 독일로 돌아가는 동안 1797년에 약 800명이 서인도 제도로 파견되었다. 많은 사람이 열병으로 사망했으며, 연말이나 1798년 초에 나머지 병사들은 영국 제60 보병 연대에 징집되었다. 많은 장교들이 영국군 임무를 제안받고 수락했다. 발트슈타인은 그들 중에 포함되지 않았으며, 그의 짧은 군 경력은 그의 부대가 해산되면서 끝난 것으로 보인다.
발트슈타인의 보병대는 전투를 본 적이 없지만, 지역 민병대가 와이트 섬의 비스킷 빵집에서 화재를 진압하는 데 도움을 주었다.
그 후 몇 년 동안 발트슈타인은 때때로 독일로 돌아왔지만, 대부분의 시간을 런던에서 보냈다. 1797년 7월 23일에 막시밀리안 프란츠는 "1년 넘게 페르디난트 폰 발트슈타인으로부터 기사단이나 그의 채권자 모두 아무 소식도 듣지 못했다. 그에게 많은 돈과 정보를 기원한다."라고 썼다. 런던에 있는 동안 그는 아마추어 연극(초대된 관객을 대상으로)에 참여했으며, 훌륭한 공연을 펼친 것으로 알려졌다.
1809년부터 발트슈타인은 빈이나 그의 보헤미안 영지에서 살았다. 그는 1811년에 기사단에서 탈퇴했다. 1812년 5월 9일에 그는 부유한 백작부인 이사벨라 르제프스카와 결혼했고, 빈 회의와 관련하여 수많은 축제를 조직했다. 그러나 몇 차례의 불행한 금융 거래 끝에 그는 가난해졌고, 1823년에 빈에서 사망했다.

## 후원자

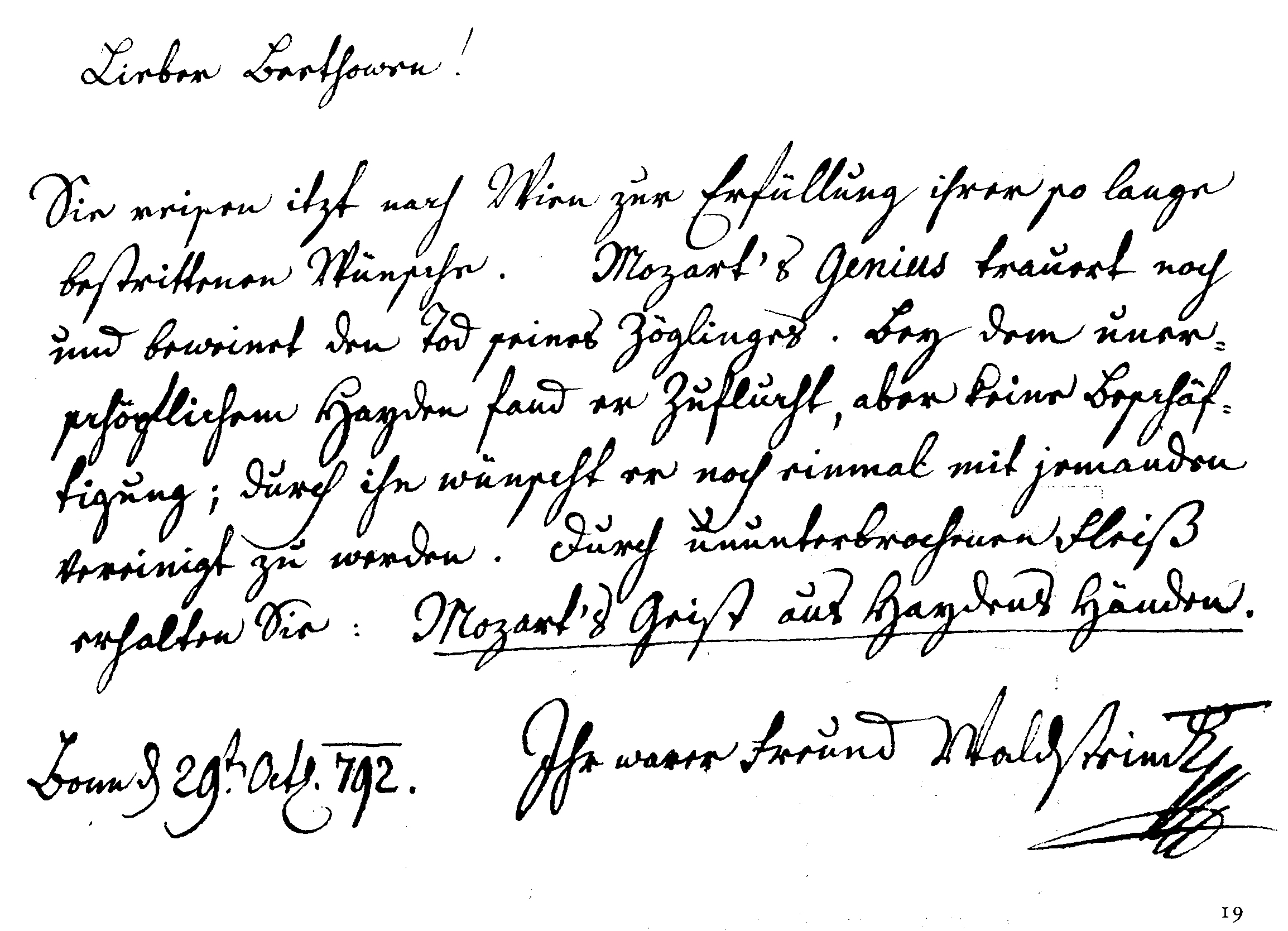
베토벤이 빈으로 떠날 때, 그의 친구들이 서명한 기념첩(젊은이의 자필서)에 발트슈타인이 남긴 메시지

꽤 훌륭한 피아니스트이자 작곡가였던 발트슈타인은 본에서의 공공 생활에 적극적으로 참여했다. 그는 1790년경에 에울로지오 슈나이더 교수의 문학계에서  젊은 루트비히 판 베토벤을 발견하고 그의 초기 후원자가 되었다. 1791년 3월 6일에 초연된 베토벤의 기사의 발레를 위한 음악, WoO 1은 나중에 베토벤이 그의 후원자를 위해 대필했다는 사실이 밝혀지기 전까지는 발트슈타인의 작품으로 여겨졌다. 1791/92년에 베토벤은 연탄곡, 네 손을 위한 발트슈타인 백작 주제에 의한 여덟 개의 변주곡, WoO 67을 완성했다.
어린 베토벤을 요제프 하이든에게 추천하고 장학금을 주선한 사람도 바로 발트슈타인이었다. 베토벤이 1792년 11월에 빈으로 떠나는 것이 결정되었을 때, 발트슈타인이 10월 29일에 베토벤의 기념첩에 쓴 내용은 여전히 유명하다: "친애하는 베토벤! 당신은 오랫동안 염원한 소망을 실현하기 위해 이제 빈으로 떠나게 될 것입니다. 모차르트의 수호신은 그가 돌보던 아이의 죽음을 여전히 애도하며 눈물을 흘리고 있습니다. 수호신은 지칠 줄 모르는 하이든과 함께 피난처를 찾았지만, 활동의 장이 될 곳은 없었습니다. 그를 통해서 그는 다시 누군가와 연결되기를 바라고 있습니다. 지속적인 근면으로 당신은 하이든의 손에서 모차르트의 정신을 얻게 될 것입니다."
1804년에 베토벤은 "발트슈타인"이라는 제목으로 알려진 피아노 소나타 21번 다장조, 작품 번호 53을 그에게 헌정했다. 그러나 당시 두 사람은 서로 거의 접촉하지 않은 것 같다. 베토벤은 발트슈타인에게 다른 작품을 바치지 않았다.

## 노트
1. ↑  월리스는 징병 날짜를 1797년 12월 30일로 지정하고 샤르트랑은 1798년 4월 1일로 지정한다 [원문]. 임원 임용은 1월부터 시작됐다.
2. ↑  발트슈타인이 영국군에서 다양한 장군 직급을 맡았다는 진술-심지어 그가 야전 사령관이었다고 주장하는 사람도 있다-은 많이 복사되었지만, 잘못 복사되었다. (1806년까지 영국에는 왕의 아들 두 명과 나이든 타운젠드 후작 등 세 명의 현장 원수만 있었다. 미래의 웰링턴 공작 조차도 몇 년 동안 그곳에 가지 않았을 것이다.) 공식 기록에 따르면 발트슈타인은 결코 장교가 아니었다. 어떤 계급의 영국군에도 전혀 참여하지 않았으며, 그가 계속 군사 활동을 했다면 일반 계급을 얻을 수 있었던 군사 경험이나 업적의 증거도 없다. 당시 영국군 관행에 따르면, 연대는 하급 장교 직급을 거치지 않고 승진했다는 이유만으로 임시 직급만을 갖고 승진 자격은 없으며 자신의 연대 밖에서는 그 직위에서 복무할 수 없었다. 발트슈타인의 부대는 현재는 해체된 외국 연대였다. 발트슈타인이 영국군에 입대했다면 그는 하급 장교로 입대해야 했으며 외국 장교는 법령에 따라 중령 이상으로 승진하는 것이 금지되었다.